# Gabriel Cedrés
Néstor Gabriel ("Gaby") Cedrés (Minas, 3 maart 1970) is een voormalig  profvoetballer uit Uruguay. Hij speelde als middenvelder clubvoetbal in onder meer Uruguay, Argentinië en Mexico. Cedrés beëindigde zijn actieve carrière in 2007 bij Deportivo Maldonado. Hij werd driemaal Uruguayaans landskampioen met Peñarol.

## Interlandcarrière
Cedrés maakte zijn debuut voor Uruguay op 2 februari 1990 in de vriendschappelijke wedstrijd tegen Colombia (2-0), net als aanvaller Daniel Fonseca. In totaal kwam hij 27 keer uit voor zijn vaderland, en maakte hij vijf doelpunten in de periode 1990-2000. Hij nam met Uruguay deel aan de strijd om de Copa América in 1991.
Cedrés speelde zijn 27ste en laatste interland op 15 november 2000, toen Uruguay met 0-0 gelijkspeelde tegen Bolivia in de kwalificatie voor het WK voetbal 2002 in Japan en Zuid-Korea. Ook voor middenvelder Fabián Coelho betekende dat duel zijn laatste (17de) voor zijn vaderland.
| Interlanddoelpunten | Interlanddoelpunten | Interlanddoelpunten | Interlanddoelpunten  | Interlanddoelpunten | Interlanddoelpunten | Interlanddoelpunten | Interlanddoelpunten |
| #                   | Datum               | Locatie             | Wedstrijd            | Goal(s)             | Score               | Uitslag             | Wedstrijd           |
| ------------------- | ------------------- | ------------------- | -------------------- | ------------------- | ------------------- | ------------------- | ------------------- |
| 1                   | 13/05/1991          | San José            | Costa Rica – Uruguay | 89'                 | 0 – 1               | 0 – 1               | Oefeninterland      |
| 2                   | 20/11/1991          | Veracruz            | Mexico – Uruguay     | 72'                 | 0 – 1               | 1 – 1               | Oefeninterland      |
| 3                   | 29/08/1993          | Montevideo          | Uruguay – Venezuela  | 41'                 | 3 – 0               | 4 – 0               | WK-kwalificatie     |
| 4                   | 07/07/1996          | Baranquilla         | Colombia – Uruguay   | 57'                 | 2 – 1               | 3 – 1               | WK-kwalificatie     |
| 5                   | 03/09/2000          | Montevideo          | Uruguay – Ecuador    | 86'                 | 4 – 0               | 4 – 0               | WK-kwalificatie     |

## Erelijst
Peñarol
- Uruguayaans landskampioen

1993, 1999, 2003
 CA River Plate
- Argentijns landskampioen

1994 (A)
- Copa Libertadores

1996